# The Goose That Laid the Golden Egg

The Goose That Laid the Golden Egg est un court métrage d'animation américain réalisé par Burt Gillett et Tom Palmer, de la série Rainbow Parade (en) avec Félix le Chat, sorti en 1936. Il est aussi nommé Felix the Cat and the Goose That Laid the Golden Egg.
Félix le chat distribue de l'or aux habitants nécessiteux d'un village côtier. Sa source inépuisable ? Goldie, une oie jaune qui pond des œufs en or. Mais un jour, le capitaine Kidd vole l'oie. Après avoir combattu le capitaine et ses pirates sur leur navire, Félix parvient à récupérer l'oie et offre l'or volé des pirates aux villageois.  

## Synopsis
Dans un petit village ancien en bordure de mer, le chat Félix dirige une maison de bienfaisance où, depuis un comptoir ouvert sur la rue, il sert à chaque personne dans le besoin un lot de pièces d'or. Cet or provient des œufs que pond une oie au plumage jaune, appelée Goldie. À chaque œuf pondu qui descend le long d'une rigole en spirale, elle pousse un cri et le compte à l'aide d'une calculatrice mécanique. Félix passe chaque œuf dans une sorte de hachoir qui le découpe en pièces d'or. 
Un chien, le capitaine Kidd, est déguisé en vieille femme et se mêle aux pauvres. Il découvre par la fenêtre la provenance de l'or : Goldie. Malgré sa robe de déguisement qui n'arrête pas de tomber, il frappe à la porte et joue la pauvresse pour entrer. Mais sa robe tombe encore et révèle son ceinturon et son pantalon. Félix s'en aperçoit, reconnaît le chef des pirates avec sa jambe en bois et barricade sa porte avec une barre horizontale. L'oie va se cacher sous un oreiller (ou du moins, sa tête). Le pirate enfonce la porte, qui tourne autour de la pièce de bois qui la bloquait, envoyant ainsi Félix dehors. Le chat exige qu'il lui ouvre la porte. Alors le pirate fait à nouveau tourner violemment la porte autour de la barre avec Félix cramponné. Le pirate, dans la place, s'empare de l'oie qui se débat, la met dans la taie d'oreiller. Félix finit par être projeté sur Kidd. Il veut se battre pour sauver l'oie mais le pirate lui cloue la queue avec son poignard et l'envoie au fond d'une pendule. Félix, attaché à deux ressorts de la pendule, sort et rentre comme un coucou. Il s'accroche à une lampe, tombe. La lampe tombe aussi, mais sur lui, et il se retrouve coiffé de la bougie. 

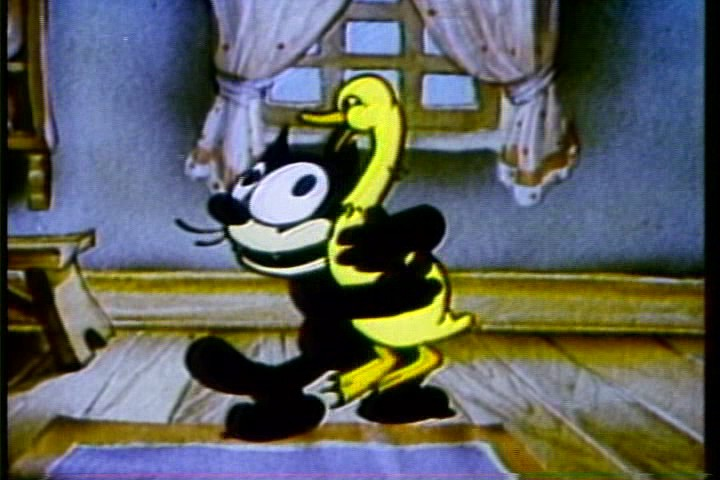
Félix et Goldie, deux bons amis.

Le capitaine Kidd se rend à son bateau avec l'oie. Il y retrouve son équipage, composé de chiens et d'un renard qui trinquent en chantant. Il annonce qu'il a l'oie pondeuse d'or. D'un coup de sabre, il ouvre un tonneau de rhum et verse tout le contenu dans son gosier. Les pirates lèvent l'ancre : deux poissons qui s'embrassaient sur l'ancre sont surpris et s'enfuient. Félix arrive trop tard. Il fait les cent pas, cherche une solution, pendant que le chef pirate menace l'oie de son sabre pour la faire pondre. Félix découvre un canon et cela lui donne une idée. Il s'enlève sa queue de chat pour en faire une allumette qui enflamme la mèche du canon. Il se roule en boule à l'intérieur du canon, jusqu'à ce que l'explosion l'envoie sur le bateau pirate. Il arrive au moment crucial où Kidd est prêt à couper en deux Goldie avec son sabre. Félix s'aide d'une drisse pour se balancer jusqu'au pirate et il le fait tomber. Les pirates répliquent en lançant leurs choppes sur Félix, mais elles se logent dans la gueule du canon. Le chat fait feu sur eux et les choppes recouvrent leur museaux. Goldie en profite pour couper une autre drisse, ce qui fait tomber la voile sur les pirates muselés qui se débattent. Félix tire un nouveau coup de canon avec un harpon comme boulet. Le harpon « coud » le bord de la voile, devenu un sac rempli des pirates. Un boulet tiré au canon pousse et cloue le sac jusqu'au dessus d'une ouverture de la cale, un second boulet fait tomber le sac à l'intérieur et verrouille l'accès juste après. 

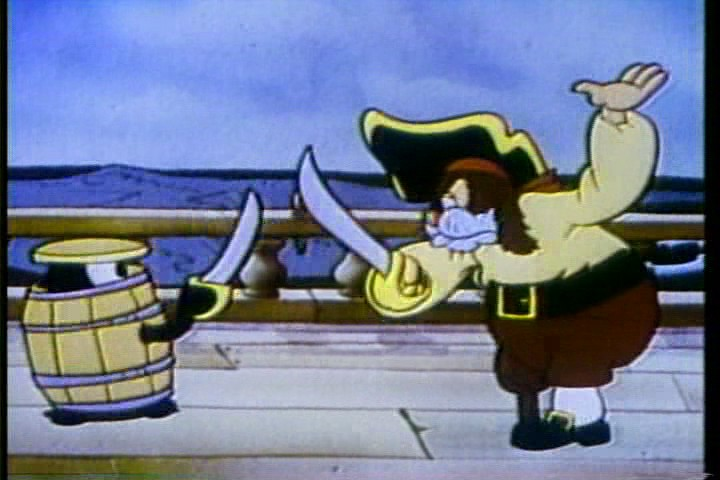
Duel de Félix, en « armure », avec le capitaine Kidd.

Kidd, remis de son choc, défie Félix. Ce dernier recule, tombe dans un tonneau sans fond. Il s'en sert comme d'une armure, un bras tenant le sabre passé par une ouverture. Kidd parvient à détruire le tonneau, mais Félix continue à défendre ardemment sa peau de chat. Durant le duel, les deux sabres entrechoqués sont portés à incandescence jusqu'au blanc ; ils finissent par coller l'un à l'autre. Les lames tombent et traversent le pont en le brûlant. Le capitaine Kidd prend un autre sabre, poursuit Félix dans les cordages jusque sur la vergue où se trouve le tonneau de la vigie. Kidd menace le chat de son sabre. Mais plus vif, le chat se réfugie dans le tonneau. Kidd le perce à multiples reprises, le coupe en deux, mais n'y voit aucun chat. Félix s'est glissé dans les plis de la voile attachée. Le voyant apparaître brièvement, Kidd coupe des tronçons de la vergue où il pense le trouver, jusqu'à couper du mauvais côté et il se met à tomber. Il est retenu un moment dans sa chute par un crochet. Félix descend par une corde. Il voit Kidd tomber à nouveau ; il se précipite pour ouvrir l'accès à la cale où tombe Kidd, puis referme après. Félix retrouve sa chère oie, qui prend la barre du bateau, pendant qu'il envoie tout l'or des pirates sur la ville à l'aide des canons. La pluie de pièces d'or est recueillie par les villageois ravis avec des sacs et des draps. Un nettoyeur de rue ramasse l'or avec sa pelle. Un chien tente d'attraper de l'or avec son chapeau, mais étant troué, l'or passe au travers et c'est un cochon qui le récupère dans son pantalon. Félix et Goldie sont portés en triomphe par tous les habitants en liesse.

## Fiche technique
- Réalisation : Burt Gillett, Tom Palmer
- Animation : Otto Messmer
- Production : Pat Sullivan, Amadee J. Van Beuren (en)
- Société de  production : Pat Sullivan Cartoons, Van Beuren Studios
- Société de distribution : RKO Radio Pictures (cinéma)
  - Copley Pictures Corporation
- Musique : Winston Sharples
- Pays : États-Unis
- Langue : anglais
- Format : couleur Technicolor - 35 mm - 1,37:1 - son mono
- Durée : 6 min 56 s[2]
- Date de sortie : cinéma
  - États-Unis : 7 février 1936

## Distribution
- Walter Tetley : voix de Félix le Chat  (non crédité)
- ? : voix de Capitaine Kidd (non crédité)

## Autour du film
- Numéro de production : VB-3602. Numéro MPAA : 0809[2]